# Lewis Payn Dawnay
Lewis Payn Dawnay (1er avril 1846 - 30 juillet 1910) est un homme politique anglais du Parti conservateur qui siège à la Chambre des communes de 1880 à 1892.

## Biographie
Dawnay est le deuxième fils de William Dawnay (7e vicomte Downe) et de son épouse Mary Isabel Bagot, fille de l'évêque de Bath et Wells. Il fait ses études au Collège d'Eton et rejoint les Coldstream Guards, atteignant le grade de colonel.
En 1874, Dawnay se présente sans succès au parlement à York. À l'élection générale 1880, il est élu député pour Thirsk, et occupe le siège jusqu'à ce qu'il soit remplacé en vertu de la Loi sur Redistribution des sièges 1885. Il est ensuite élu député de la circonscription de remplacement de Thirsk et Malton et occupe le siège jusqu'en 1892,. À cette époque, il acquiert diverses propriétés familiales à Newton-on-Ouse.
Il est décédé à l'âge de 64 ans
Dawnay épouse Victoria Alexandria Elizabeth Grey en 1877. Son frère Hugh est général de l'armée et joueur de cricket.